# 浙江金融职业学院
浙江金融职业学院是一所位于浙江杭州下沙大学城的高等院校，前身为始建于1975年、直属于中国人民银行的国家级重点中专——浙江银行学校，2000年划归浙江省管理，2000年6月升格筹建高职学院，2002年1月学院正式成立。2006年，学院被教育部、财政部确为全国首批“国家示范性高等职业院校建设单位”。

## 简介
学校位于美丽的钱塘江畔、杭州下沙大学城，占地面积612亩（含德清学院），建筑面积33.4万平方米，现有在校学生10131名，教职员工500余人。
学校下设金融管理学院、投资保险学院、会计学院、工商管理学院、国际商学院、信息技术学院（互联网金融学院）、人文艺术学院、体育军事部、马克思主义学院、创新创业学院、国际交流学院、银领学院、明理学院、淑女学院、继续教育与培训学院等14个教学机构；开设金融管理、保险、会计、国际贸易实务、计算机信息管理等22个专业，与中国计量大学联合培养互联网金融工程专业四年制本科人才；其中金融管理、会计、国际贸易实务、保险、投资与理财、市场营销、商务英语为浙江省优势专业；计算机信息管理、国际金融、国际商务、农村金融、财务管理、文秘为浙江省特色专业。学校捷克研究中心是教育部区域和国别研究中心、是浙江省“一带一路”智库合作联盟单位，与美国、澳大利亚院校联合举办国际金融、国际商务和会展策划与管理中外合作办学项目，项目在籍学生500余人。留学生规模不断扩大，共吸引来自韩国、尼泊尔、印度尼西亚、哈萨克斯坦、喀麦隆等数十个国家的留学生来校学习。

## 校史
| 校名                 | 时间                       | 校址 |
| -------------------- | -------------------------- | --- |
| 浙江省银行学校       | 1952                       | |
| 浙江财政银行学校     | 1975.4.30-1978.8.29        | 1975年，杭州七堡蚕种场； 1976年12月，萧山县城厢镇； 1977年5月，杭州文一街原杭州师范大学数学系； 1979年，迁至乌龙庙新校址。 |
| 浙江银行学校         | 1978.8.29-2000.6           | 1979年3月迁至杭州清泰门外一堡定江路32号                                                                                    |
| 浙江银行学校丽水分部 | 1979.2-1982.7              | 浙江省遂昌县妙高镇眠牛山（原遂昌“五·七”大学）                                                                              |
| 浙江银行学校舟山分部 | 1979.2-1981.7              | 舟山市定海区干览镇新建社区（原黄沙洲）                                                                                     |
| 浙江银行学校宁波分部 | 1988.1-2001.3              | 宁波市人民路80号（中国人民银行宁波市支行江北办事处内）                                                                     |
| 杭州大学金融学院分院 | 1993.9-2001.6              | |
| 浙江金融职业学院     | 2000.6-2003.9 2003.10-至今 | 杭州清泰门外一堡定江路32号 浙江省杭州市下沙高教园区学源街118号                                                             |

### 浙江财政银行学校
1974年11月6日，浙江省财政金融局向浙江省革命委员会呈报《关于要求开办浙江财政银行学校的报告》。
1975年4月30日，浙江省革命委员会下发关于建立《浙江燃料化学工业学校等四所中等专业学校的批复》（浙革[1975]129号），同意建立浙江财政银行学校，由省财金局管理；教育业务工作，由省教育局和省财金局共同管理。
建校之初，校舍定点步履维艰，东搬西迁，过着一段“游牧式”的办学生活。
1975年，杭州七堡蚕种场。
1976年12月，萧山县城厢镇。
1977年5月，杭州文一街原杭州师范大学数学系。
1979年初，迁到正在建设的乌龙庙新校址。

### 浙江银行学校
1978年8月29日，浙江省革委会(浙革发[1978]87号）同意浙江财政银行学校分设为浙江财政学校和浙江银行学校，学校走上独立自主发展道路，从此由小到大，不断走向辉煌。
1979年，中国人民银行浙江省分行决定暂在舟山、丽水两个地区建立浙江银行学校分部，为浙江银行学校培养部分学生和培训本地区金融系统的在职干部。
1985年12月，根据《关于改革和发展银行中等专业教育的意见》文件精神，学校管理体制由原来以总行领导为主改变为以中国人民银行浙江省分行领导为主。
1986年5月28日，中共中央政治局候补委员、国务委员、中国人民银行行长陈幕华，在中共浙江省委副书记、副省长吴敏达，中国人民银行浙江省分行行长陈国强的陪同下视察学校。
1981年2月，根据中共中央国务院《关于加强职工教育工作的决定》，教育部《关于大力发展高等学校函授教育和夜大学的意见》精神，着手筹建创办全省银行职工的中专函授教育。
1982年，由国家教育部批准，在中国人民银行浙江省分行的直接领导和各级行的大力支持下，在经过浙江省教育委员会规定的入学考试后，学校办起全国第一个银行函授中专。
1983年6月，学校召开第一届学生代表大会。
1984年10月4-6日，学校举行首届田径运动会。此后，学生运动会常态化，每年举行一届。
1991年，制定《浙江银行学校教代会暂行条例》，建立并逐步完善教职工代表大会制度。
1991年10月，召开首届教代会第一次会议。
1991年开始，学校先后通过合格评估、办学水平评估和选优评估。
1993年7月19日，被评为省部级重点普通中等专业学校。
1994年8月22日，被评为国家级重点普通中等专业学校。
1994年10月8日，时任全国人大常委会副委员长陈幕华在中国工商银行行长张肖、中国人民银行浙江省分行行长陈国强陪同下，视察清泰证券交易营业部。
1996年，学校形成“以浙江银行学校为主体，联合杭州大学金融与经贸学院分院、杭州电大高等职业技术教育班，浙江金融高级人才培训中心”即“四位一体”的办学新思路，并逐年努力实施。
1995年，学校做出“苦炼内功，争创全优”，全国实施 “全优工程”决策。即用5-6年时间，努力把学校办成优质优美、文明规范的样板和示范学校的目标，实现“优越的办学条件，优美的校园环境，优良的工作秩序，优秀的教工队伍，优质的校办产业，优异的教学质量，优厚的福利待遇，优等的办学效益”。
1996年，开始全面实实施“全优工程”。

### 浙江金融职业学院

#### 高职起创阶段
2000年，经国务院同意，浙江银行学校由中国人民银行划转地方管理。
2000年6月，浙江省人民政府同意在浙江银行学校的基础上筹建浙江金融职业学院。
2000年6月学校确立了“立足大金融，面向大市场” 的办学思路和建设理念。
2001年6月，学院首届一次教代会提出学院发展的总体目标，努力使我院“三年实现规范、五年形成特色、八年争创一流”的“358工程”。该阶段是学校升格高职，规范办学的开始。

#### 迁址创业阶段
2002年1月，经浙江省人民政府批准浙江金融职业学院正式建立，成为全国首家培养金融行业高等应用性人才的职业院校。
2002年11月，学校举行新校区开工典礼。
2003年1月，学院召开全面实施再创业工程动员大会，力争用三年左右的时间实现学院“十五”发展规划和“358工程”各项目标的要求，在规范基础上形成特色，使学院走上可持续发展的道路。
2003年10月，学校整体搬迁，成为整体入驻杭州下沙高教园区东区的首家学校。
2003年12月，学院成为浙江省内首家被评为人才培养工作水平评估优秀等级学校。该阶段在学校发展道路上迈出了重要的一步。

#### 成就示范阶段
2006年2月，学校二届三次教代会提出并启动“三建一创”工程，即“建活力金院、建特色金院、建品牌金院、创第一流的示范性高职院校”的再创业工程。
自2006年起，学校和澳大利亚西澳洲中央技术与继续教育学院合作，国际合作有了突破。
2007年11月，学校发布全国高校第一份学校社会责任报告。
2008年1月，学院召开第一次党代会，选举产生新一届党委班子成员。确立今后五年学院要发展成为具有更高层次发展能力和具有品牌效应的国家示范性高等职业学院。
2009年，学校围绕“特色办学创品牌，科学发展上层次”的实践载体，以建设“中国最具魅力的高职院校”为阶设性目标，研究制定了新世纪第二个“358”发展规划，进一步明确学校新一轮发展战略和发展目标：制定《浙江金融职业学院章程》，规范学院管理，学校先后圆满通过省级验收和教育部、财政部两部委验收 ，并获得优秀奖励。学校成为多个社团的会长单位，彰显学校在省内高职院校的示范引领作用。

## 历任校领导

### 浙江财政银行学校
校长：朱文伟（1975.9-1978.9，主持副校长）

### 浙江银行学校
校长：艾兆信（1978.10-1982.8，主持副校长），管彦福（1982.8-1989.2），王长仁（1989.2-1990.4），柯伯杰（1990.4-1992.4），张耀（1992.4-1998.3），周建松（1998.4-2000.6）
党委（总支）书记：艾兆信（1979.12-1983.9），管彦福（1983.9-1988.1），张民风（1988.3-1989.11），柯伯杰（1989.11-1992.5），张耀（1992.5-1998.4），周建松（1998.4-2000.6）
正处级调研员：张民风（1989.11-1992.2）
副校长：陈志传(1978.10-1982.10)，沈尧雍（1982.10-1984.3），王长仁（1984.10-1984.12），王利平（1984.10-1986.2），张民风（1984.11-1988.1），黄志钧（1986.2-1987.4），张耀（1987.4-1991.8），蒋明新（1989.2-1989.11），袁放（1991.8-1992.5），方志敏（1991.8-1994.4），张启胜（1991.8-1994.4），周建松（1993.2-1999.9），盖晓芬（1994.4-2000.6），吴胜（1994.4-2000.6），姜进（1999.12-2000.6）
党委（总支）副书记：陈志传（1979.12-1982.10），张民风（1986.11-1988.3），盖晓芬（1999.9-2000.6）
纪委书记：陈利荣（1999.9-2000.6）
副处级巡视员：康清中（1984.3-1985.12）
校长助理：王长仁（1984.1-1984.10），王利平（1984.1-1984.10），黄志钧（1984.11-1986.2），吴寅勇（1984.11-1986.2），朱文（1986.2-1988.3），王利亚（1989.2-1991.8），方志敏（1989.2-1991.8），王琦（1999.12-2000.6）

### 浙江金融职业学院
党委书记：周建松（2000.6-2003.9），李逸凡（2003.10-2011.6），周建松（2011.6-），金杨华(2022.4-至今)
院长：周建松（2000.6-2011.6），盛健（2011.6-2016.3），郑亚莉（2016.3-）
党委副书记：盖晓芬（2000.6-2010.7），周建松（2008.1-2011.6），姜进（2010.7-），盛健（2011.6-2016.3）
副院长：盖晓芬（2000.6-2004.2），吴胜（2000.6-），姜进（2000.6-2010.7），王琦（2007.6-），方华（2010.7-）
纪委书记：陈利荣（2000.6-2018.7）
副校级调研员：盖晓芬（2010.7-）
院长助理: 王琦（2000.6-2007.6），程大法（2008.3-2009.8）